# Паторжинська Галина Іванівна
Галина Іванівна Паторжинська (20 вересня 1925, Катеринослав — 10 січня 2002) — українська піаністка і педагог. Заслужена артистка УРСР (з 1991 року).

## Біографія
Народилася 20 вересня 1925 року в місті Катеринослав. Дочка співака Івана Паторжинського.
Після закінчення в 1950 році Київської консерваторії — її викладач (з 1991 року — професор).

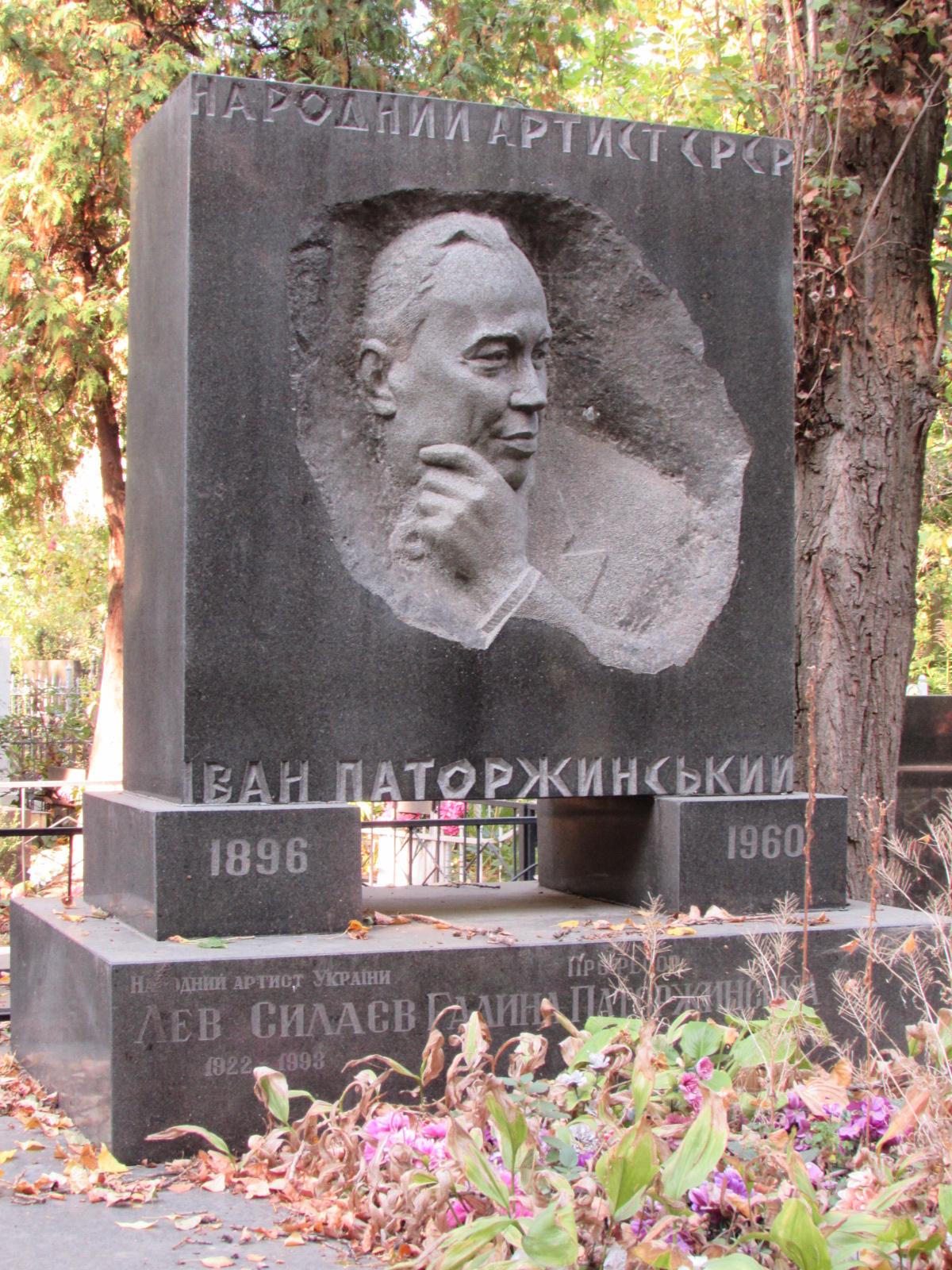
Могила Галини Паторжинської

Жила в Києві. Померла 10 січня 2002 року в м. Києві. Похована на Байковому кладовищі поряд з батьком і чоловіком — режисером Левом Силаєвим та матір'ю Марфою Снагою-Паторжинською — доцентом Київської консерваторії.

## Пам'ять

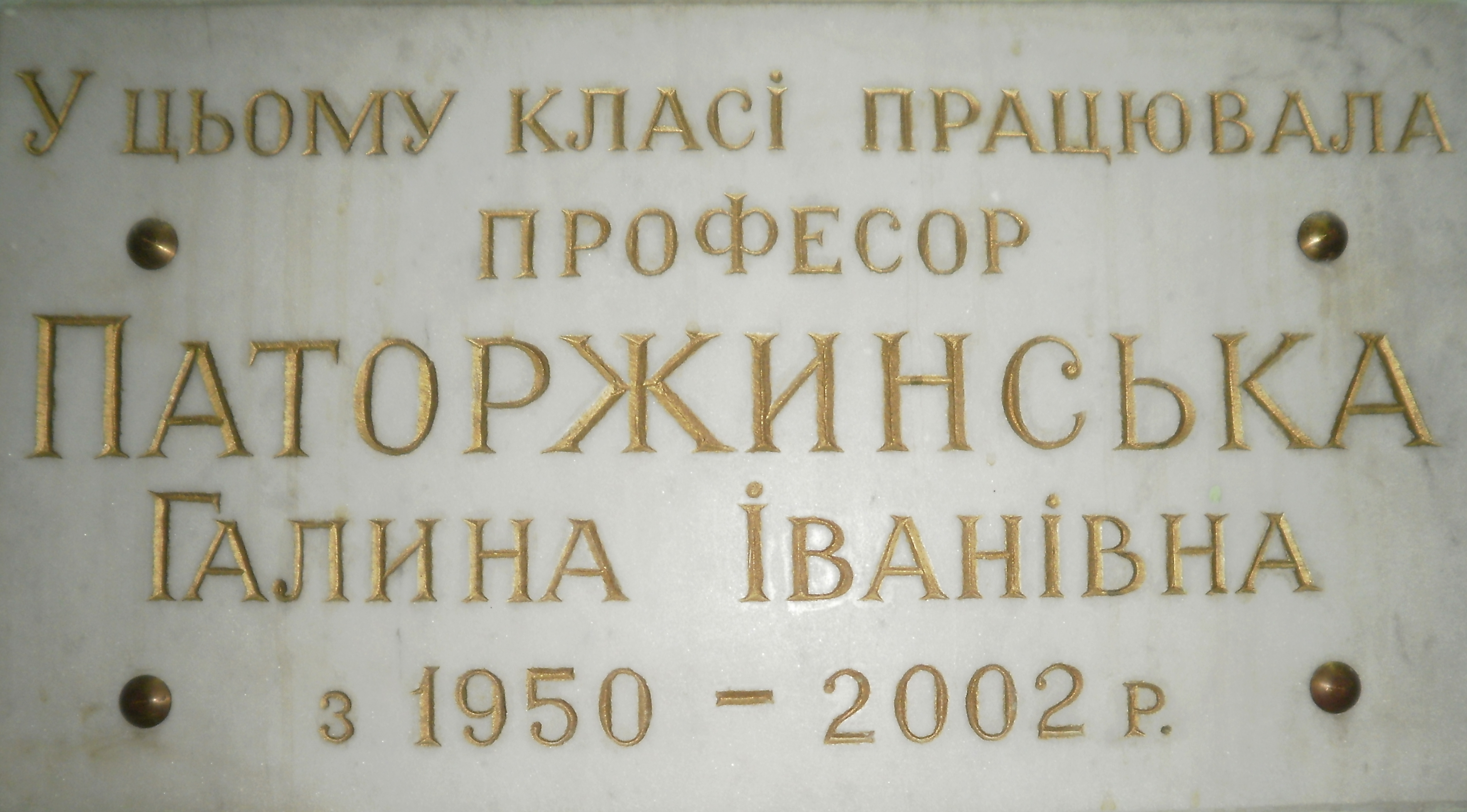
Меморіальна дошка Галині Паторжинській в Київській консерваторії

В Києві в аудиторії № 50 Національної музичної академії України імені Петра Чайковського Галині Паторжинській встановлено мармурову меморіальну дошку.